# Ještěd
Ještěd (Duits: Jeschken) is de hoogste berg van 1012 meter in het Jeschkengebergte van het Ještědsko-kozákovský hřbet dicht bij Liberec in het noorden van Tsjechië.
Boven op de berg staat een televisietoren die bereikbaar is via de kabelbaan Ještěd en een restaurant en een hotel. Er is ook een skigebied.

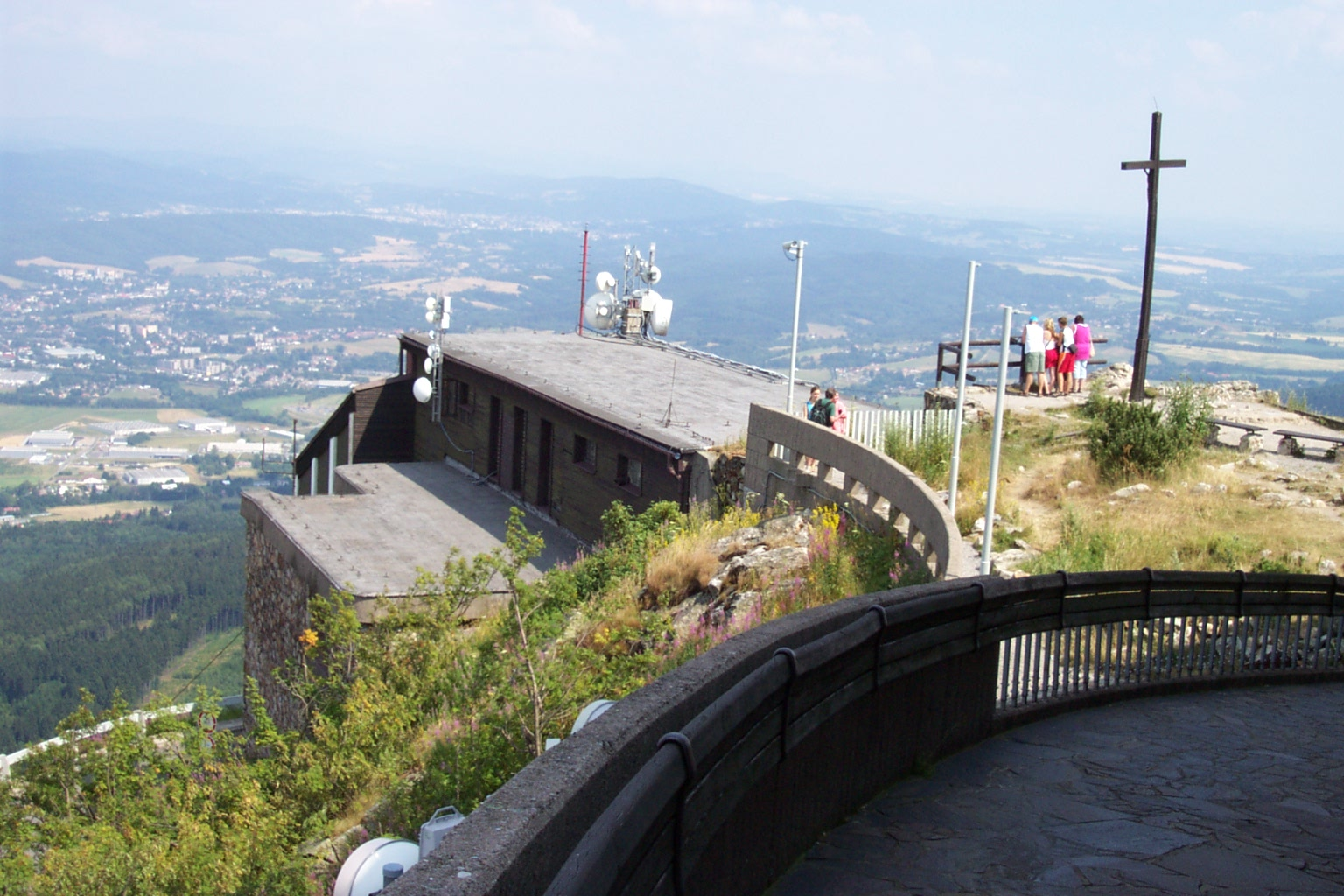
Uitzicht op Liberec vanuit de kabelbaan Ještěd